# Grue Wellman (Bordeaux)
La grue Wellman est un appareil de levage mesurant 27 mètres de haut et pèse environ 240 tonnes. La structure en acier fabriquée par la Wellman Company, se situe aujourd'hui aux Bassins à flot à Bordeaux. La grue Wellman est capable de soulever une charge de 6 tonnes à une portée de 18 mètres.

## Histoire

### Installation
La grue est installée sur les quais du port de Bordeaux en 1947. Elle faisait partie d'un lot d'équipement composé de 17 grues données à la ville de Bordeaux dans le cadre du Plan Marshall. Les grues Wellman étaient réparties le long des rives de Bordeaux et elles se trouvaient en majorité sur la rive gauche. On retrouve les mêmes modèles de grues aux ports de Brest, Bizerte, Cherbourg, Dakar, Le Havre, Lorient, Marseille, Oran, Rouen et Toulon, et également dans certains ports de Russie.
La fabrication a lieu dans les ateliers anglais de l'entreprise Wellman-Booth à Leeds. Les pièces seraient arrivées de Cleveland, mais le pré-assemblage aurait quant à lui eu lieu à Leeds. Les grues Wellman sont d'abord utilisées à Bassens, mais dans les années 1980, elles sont déplacées à Bordeaux.

### Fin d'activité
En 1982, après quarante ans d'utilisation, la grue Wellman est désarmée, ce qui met fin à sa vocation de levage de charge. Mais le grutier Henri Datas y a travaillé jusqu'en 1992. C'est dans les années 80 qu'elle est déplacée au niveau des bassins à flot, et en 1998, la ville de Bordeaux devient propriétaire de ce patrimoine industriel.
La grue Wellman et son homologue française la grue Caillard, sont classées monument historique en 2014. Il s'agit des deux dernières grues du bassin à flot témoignant de l'ancienne activité portuaire de Bordeaux. La grue Caillard doit également connaître une campagne de restauration, mais ce n'est pas encore à l'ordre du jour.

### Renouveau
En 2017, la mairie de Bordeaux entreprend un projet de restauration avec une entreprise d'alpinistes-ouvriers, Adrénaline. La restauration de la grue a pour aspiration la sauvegarde de la structure comme témoin du passé industriel. En aucun cas, l'objectif n'est de rendre la grue de nouveau opérationnelle. Elle demeure désarmée et sa rénovation lui permet de s'ancrer dans le nouveau paysage portuaire des bassins à flot.
Le chantier, commencé en 2019, connaît une pause durant la pandémie de Covid-19, et ne reprend qu'à la fin de celle-ci en 2021. Le chantier devrait s'achever en 2024-2025.

## Restauration

### Naissance du projet
Fred Foli, directeur commercial de l'entreprise Adrénaline et habitant dans le quartier de la grue, soumet l'idée de travailler sur la grue Wellman à son collègue Nicolas Gaude et Jean Claverie professeur au lycée de la Sainte Famille Saintonge de Bordeaux. Ils travaillent ensemble depuis 2010 sur des projets pédagogiques, et l'idée de créer un chantier d'application s'impose pour la grue Wellman. La restauration de la grue Wellman devient un lieu de formation, dans le cadre d'un mécénat de compétences qui se partage entre la ville de Bordeaux, l'entreprise Adrénaline et le lycée de la Sainte Famille Saintonge. Le mécénat de compétences se base sur le principe suivant : l'entreprise offre une aide financière, matérielle ou de compétences à un organisme afin de soutenir un projet. Dans le cas de la grue Wellman, le mécénat permet un apport matériel et de compétences au projet.
Le Mécénat de compétence est un dispositif permettant aux entreprises de verser un don, cela peut se faire sous forme d’aide financière, matérielle, ou de compétences ayant pour but de soutenir une œuvre d'intérêt général ou un organisme. Durant cette période, l'entreprise met à disposition des salariés. Cela peut prendre deux formes juridiques :
- une aide sous forme de service ;
- un prêt gratuit de main-d'œuvre.

Adrénaline est une entreprise d'expertise qui combine les compétences de l'alpinisme et du bâtiment. Elle s'est déjà chargée de chantiers comme celui du pont d'Aquitaine ou encore du pont Chaban-Delmas. Comme le montrent ses expériences, Adrénaline sait répondre aux exigences d'un chantier en hauteur. En 2022, ils se sont également engagés dans le chantier de restauration d'un autre monument classé : la flèche de la basilique Saint-Michel. Pour la restauration de la grue Wellman, Adrénaline s'est engagé dans un chantier de 7 ans et demi où des alpinistes se relaient. Le chantier n'est pas seulement à des fins de restauration, mais il comporte un volet d'insertion et de pédagogie. L'intérêt de cette accessibilité est de sensibiliser et de former la prochaine génération d'élèves aux spécificités du travail en hauteur. À la suite de ce projet, l'entreprise aspire à créer un Campus Adrénaline Academy qui permettrait de former des cordistes.

### Projet pédagogique
Le projet pédagogique de la grue Wellman s'inscrit dans le cadre d'un mécénat de compétences. Les élèves du CAP IMTB (Interventions en Maintenance Technique des Bâtiments) du lycée de la Sainte Famille Saintonge de Bordeaux participent au projet de restauration de la grue en étant présents sur le terrain au moins une fois par semaine. Ils s'occupent de nettoyer le site de la grue, de repeindre la structure et des techniques de travail en hauteur (monter des échafaudages, des filets et travailler avec des harnais de sécurité). Les lycéens se forment à la menuiserie ou encore à la serrurerie avec l'aide d'Adrénaline et de leur professeur Jean Claverie. La présence d'un projet pédagogique fait l'originalité de la restauration de la grue Wellman et sensibilise la nouvelle génération au patrimoine industriel. Par ailleurs, cette formation leur permet d'obtenir des compétences concrètes puisqu'ils sont directement sur le terrain.
La grue a également accueilli les étudiants de la filière Technique du Spectacle Vivant en avril 2021 afin qu'ils escaladent la structure. Dans le cadre du mécénat, Adrénaline ouvre le chantier à tous les volontaires souhaitant apprendre le travail en hauteur. Cette expérience a permis aux élèves d'en apprendre plus sur les protocoles de sécurité et le travail d'équipe. 
L'unité spécialisé du SDIS (Service Départemental d'Incendie et de Secours), le GRIMP (Groupe Reconnaissance et Intervention en Milieux Périlleux) s'entraîne à la grue dans le cadre d'exercice. 

## Activités autour de la grue

Projet pour la cascade de bois.

En décembre 2022, la grue Wellman va accueillir un projet de mur d'escalade, par la pose d'une cascade de bois qui s'inspire notamment des cascades de glace. Cette structure, qui sera reliée à la grue (sans fonctions porteuses) permet à des amateurs d'escalade de grimper en plein air. La cascade de bois correspond à la discipline sportive de woodclimb, qui combine la sylviculture, du BTP avec l'univers de la montagne. L'installation de la cascade de bois est soutenue par la Fédération Françaises des clubs Alpins et de Montagne (FFCAM) et permet d'attirer des visiteurs à la grue Wellman.
Le collectif STiMBRE a composé un morceau musical autour de la grue, Au ras des containers à travers d'un projet transmédia. Nommé Mémoires en Friche, le projet artistique du collectif créé des œuvres autour de friches industrielles, en réinvestissant et s'inspirant de ces espaces abandonnés pour valoriser le patrimoine industriel. Pour la création de cette musique, STiMBRE a récupéré des images et a capté des sons au niveau du sujet traité et crée une chanson à partir de cette base. Par exemple, pour la grue, ils ont tapé avec un marteau sur la structure et l'ont utilisé pour composer la chanson.
En 2022, à l'occasion des journées du patrimoine, les artistes ont réalisé un concert à la grue.
Le 2 septembre 2022, un étudiant en école de commerce, Côme Girardot, est déterminé à se lancer un pari fou et il décide de plonger de la grue Wellman qui fait 29,7 m. Cette initiative illégale aurait pu entrainer des poursuites judiciaires. Cet incident a failli compromettre le mécénat autour de la grue Wellman.

## Galerie

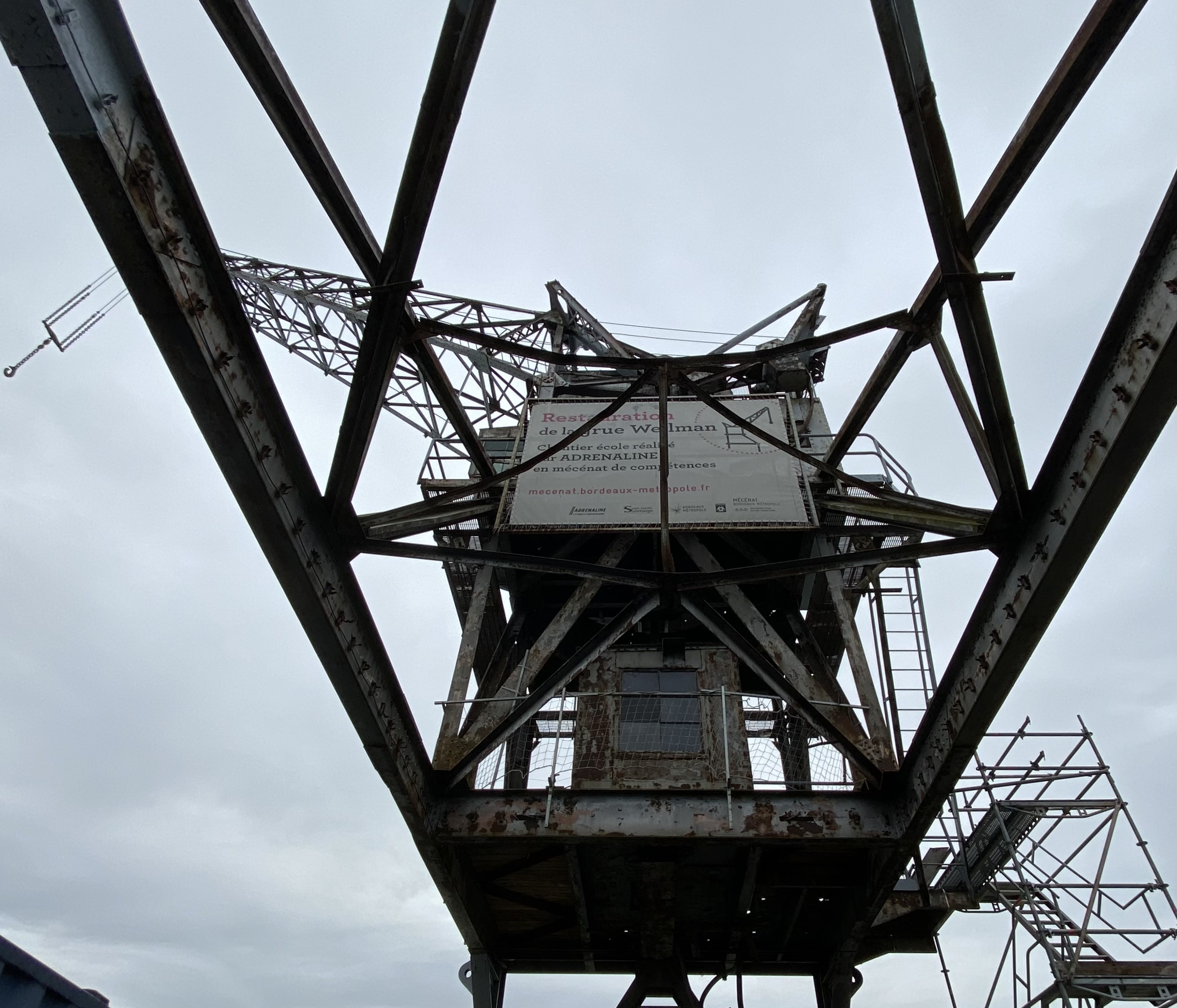
Vue depuis les jambes de la grue.
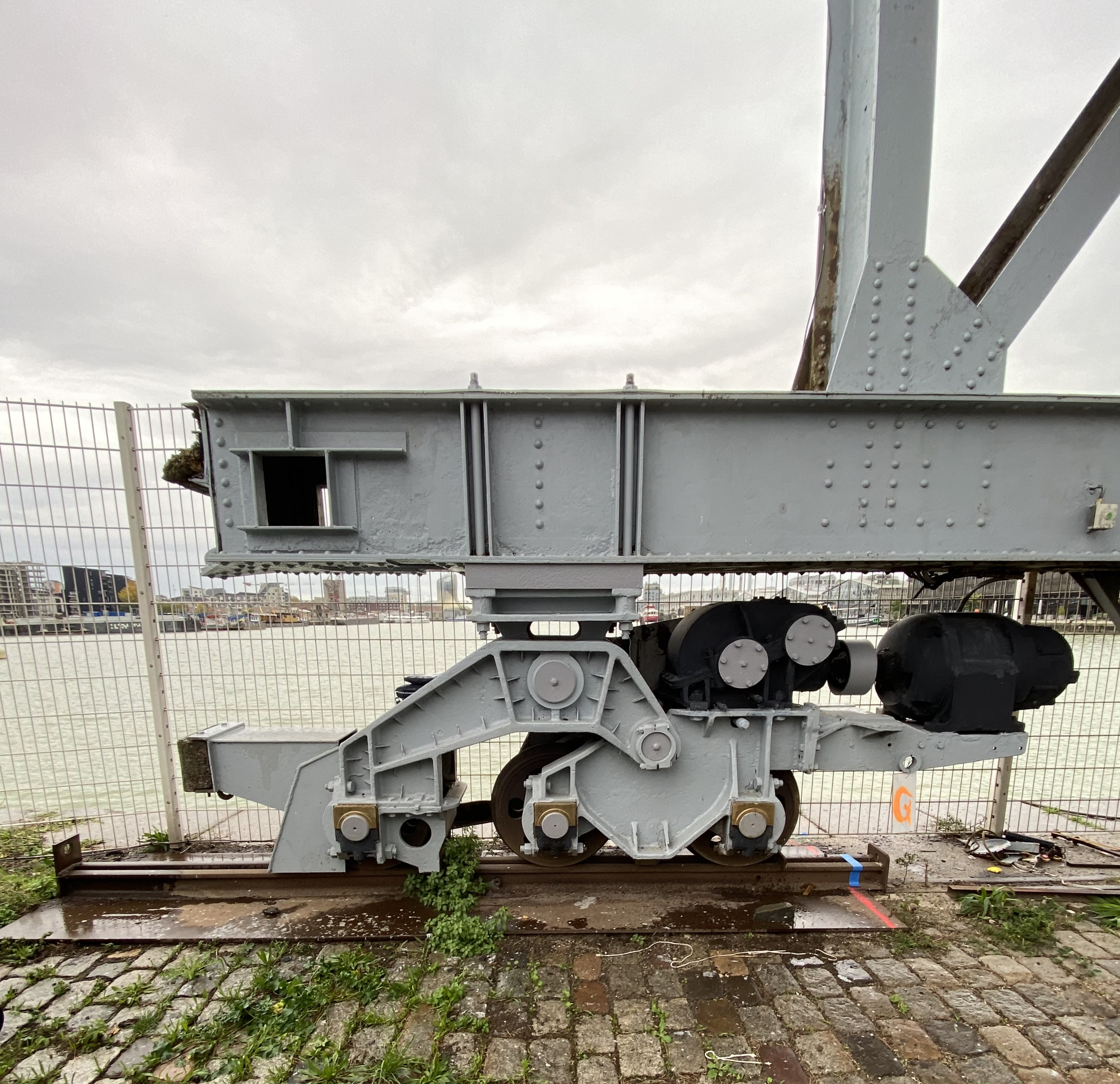
Système de déplacement sur rails.
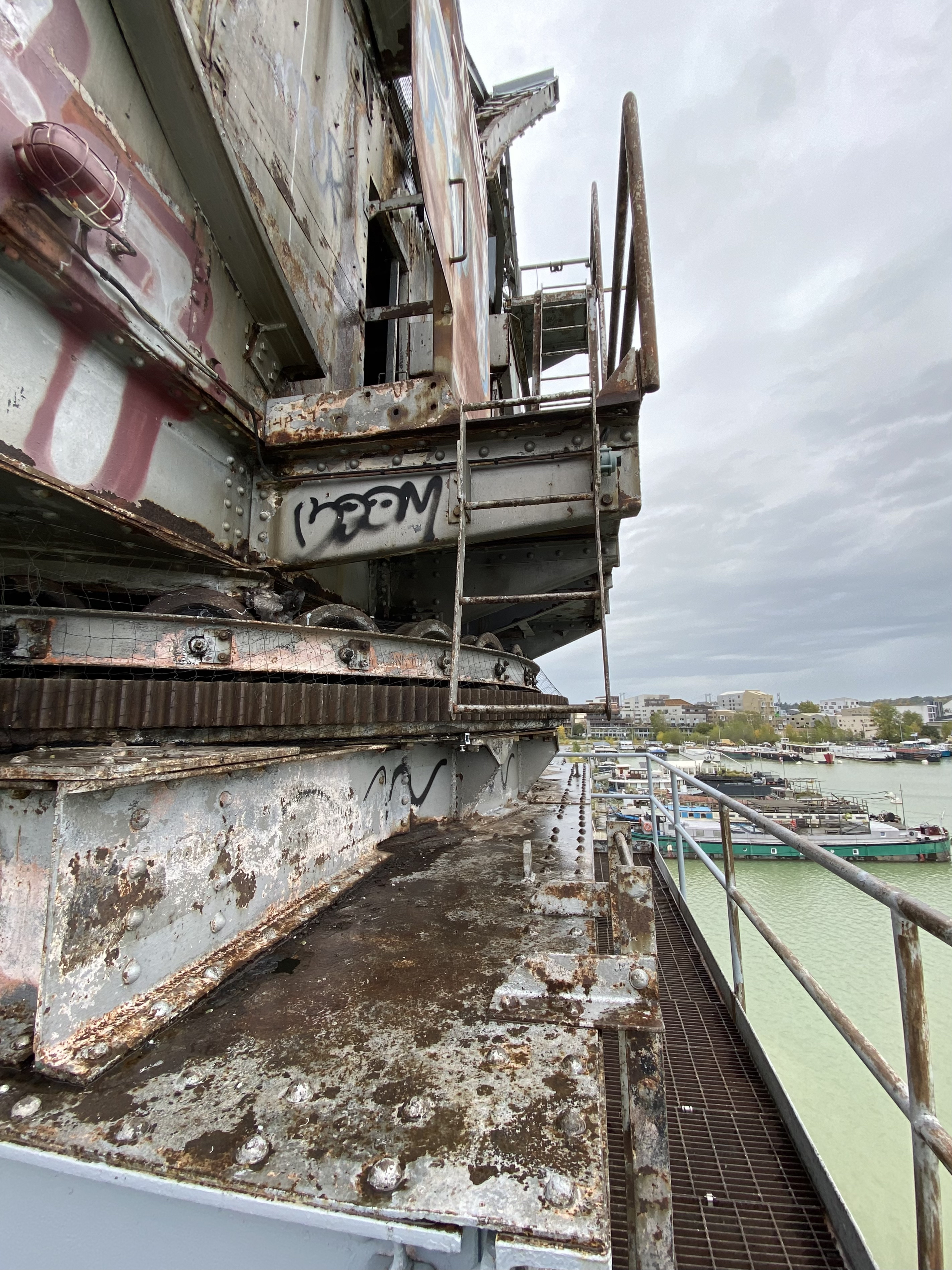
Vue extérieure.
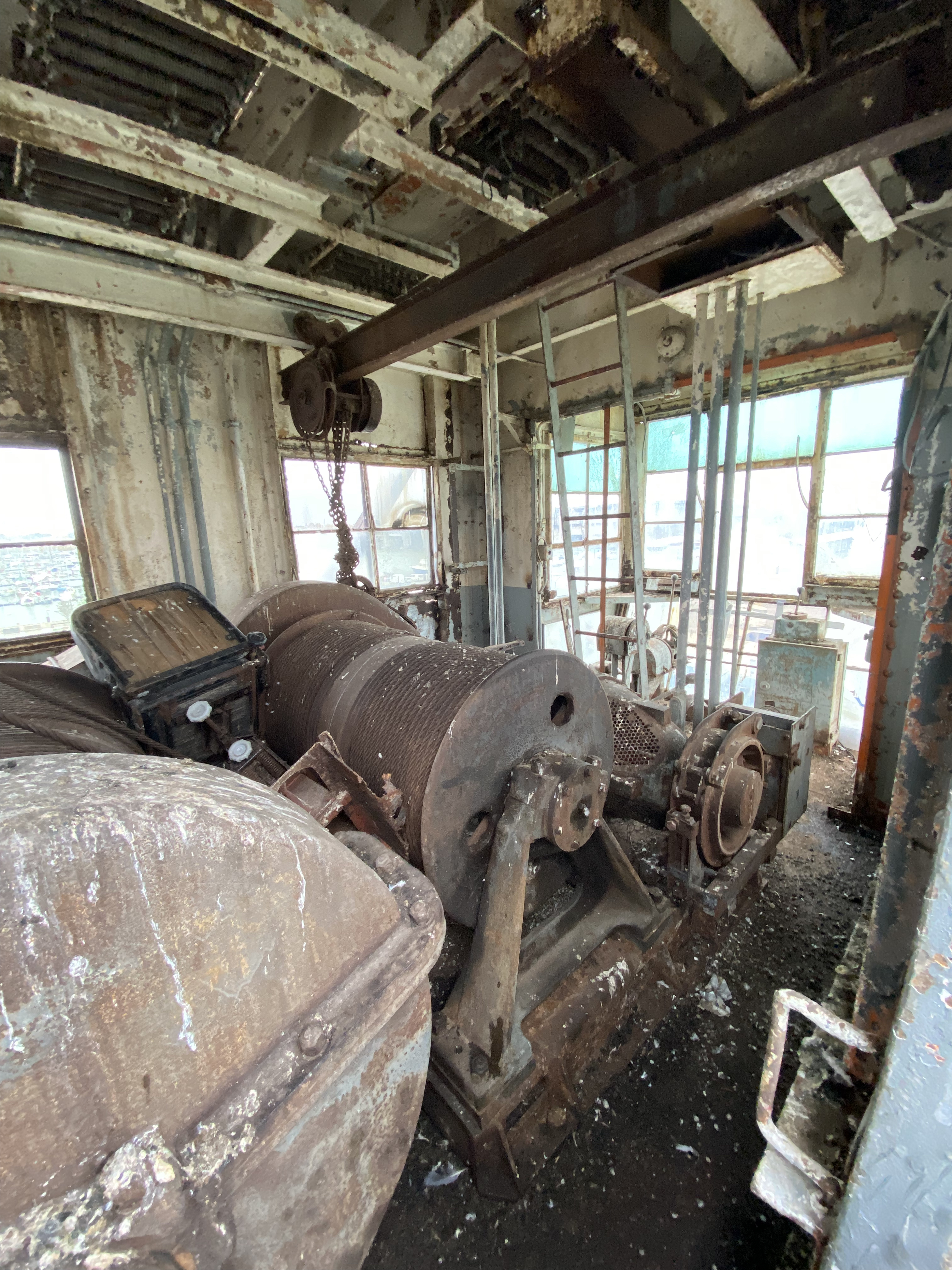
Salle des machines et des commandes.
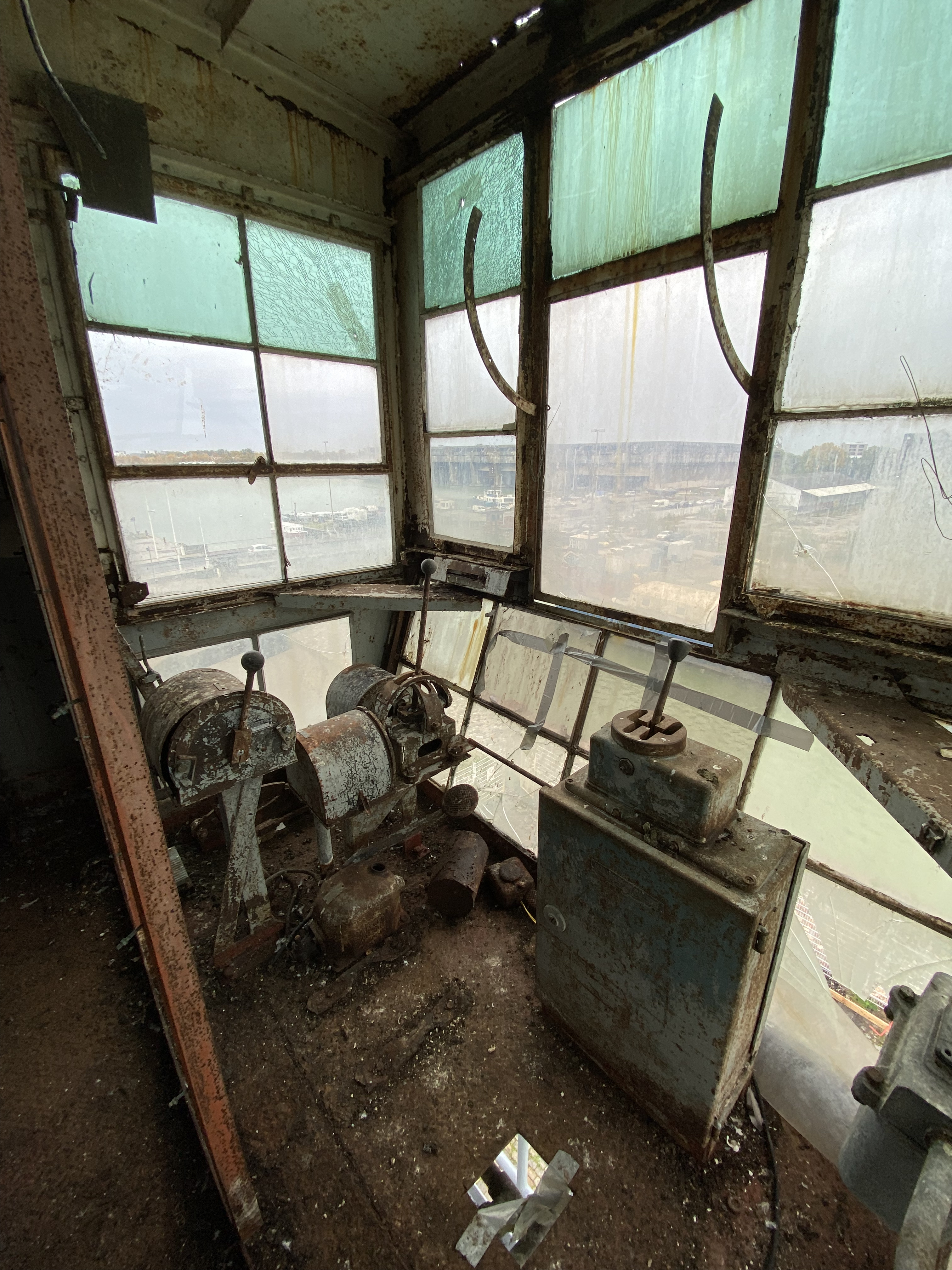
Salle des commandes.
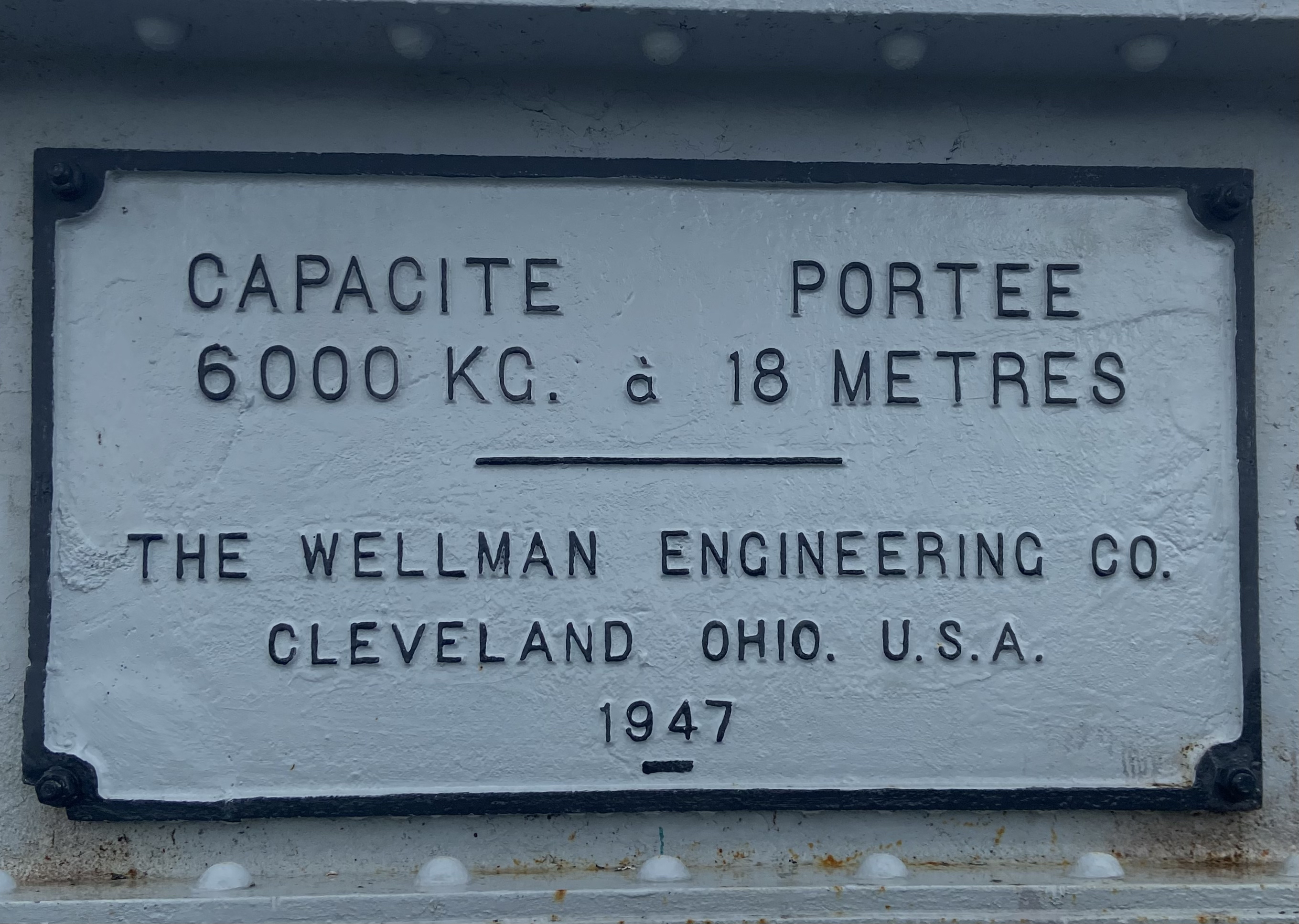
Plaque d'identification.

### A proximité de la grue Wellman
- Bassin des Lumières
- Cité du Vin
- Formes de radoub du port de Bordeaux
- IBoat